# Liste der Nummer-eins-Hits in den Folk-Charts in den USA (1948)
Die Liste der Nummer-eins-Hits in den Folk-Charts in den USA (1948) basiert auf den von Billboard ermittelten meist gespielten Titeln in Jukeboxen (Most Played Juke Box Folk Records) in den USA im Jahr 1948. Ab 15. Mai 1948 ermittelte das Billboard-Magazin außerdem die Verkaufszahlen der Folk-Schallplatten bei entsprechenden Händlern, dargestellt in der Kategorie Best Selling Retail Folk Records. In diesem Jahr gab es in den beiden Kategorien Retail und Juke Box jeweils sechs Nummer-eins-Singles.

## Listen
Die Liste erfasst in der Spalte Insges die Anzahl der Wochen, die der Titel insgesamt in dieser Hitparade stand.

### Most Played Juke Box Folk Records
| ← 1947 ← | Liste der Nummer-eins-Hits in den Folk-Charts in den USA | Liste der Nummer-eins-Hits in den Folk-Charts in den USA | Liste der Nummer-eins-Hits in den Folk-Charts in den USA                                               | 1949 → |
| \| Zeitraum \| Wo. ges. \| Interpret \| Titel Autor(en) \| Zusätzliche Informationen \| \| (Zeitraum, Wochen auf Platz eins, Interpret, Titel, Autor[en], zusätzliche Informationen) \| \| \| \| \| \| ----------------------------------------------------------------------------------------- \| -------- \| ----------------------------------------------- \| ------------------------------------------------------------------------------------------------------ \| ------------------------------------------------------------------------------------------------------------------------------------------------------------------------- \| \| 15. November 1947 – 2. April 1948 20 Wochen (insgesamt 41) \| 41 \| Eddy Arnold and His Tennessee Plowboys \| I’ll Hold You In My Heart (Till I Can Hold You In My Arms) Eddy Arnold, Hall Horton, Thomas C. Dilbeck \| - \| \| 3. April 1948 – 4. Juni 1948 9 Wochen (insgesamt 39) \| 39 \| Eddy Arnold and His Tennessee Plowboys \| Anytime Lawson \| - \| \| 5. Juni 1948 – 18. Juni 1948 2 Wochen (insgesamt 26) \| 26 \| Eddy Arnold, The Tennessee Plowboy & His Guitar \| Texarkana Baby Cottonseed Clark, Fred Rose \| - \| \| 19. Juni 1948 – 2. Juli 1948 2 Wochen (insgesamt 48) \| 48 \| Eddy Arnold, The Tennessee Plowboy & His Guitar \| Bouquet of Roses Steve Nelson, Bob Hilliard \| B-Seite von Texarkana Baby.[1] „Seine Interpretationv von Bouquet of Roses, einer der vielen Crooner Liebeslieder, die er sang, war ein früher Country-Pop-Crossover.“[2] \| \| 3. Juli 1948 – 9. Juli 1948 1 Woche (insgesamt 26) \| 26 \| Eddy Arnold, The Tennessee Plowboy & His Guitar \| Texarkana Baby Cottonseed Clark, Fred Rose \| - \| \| 10. Juli 1948 – 8. Oktober 1948 13 Wochen (insgesamt 48) \| 48 \| Eddy Arnold, The Tennessee Plowboy & His Guitar \| Bouquet of Roses Steve Nelson, Bob Hilliard \| – \| \| 9. Oktober 1948 – 12. November 1948 5 Wochen (insgesamt 30) \| 30 \| Eddy Arnold, The Tennessee Plowboy & His Guitar \| Just a Little Lovin’ (Will Go a Long Way) Eddy Arnold, Zeke Clements \| Der Song kam auch auf #30 der Billboard-Pop-Charts.[3] \| \| 13. November 1948 – 19. November 1948 1 Woche (insgesamt 48) \| 48 \| Eddy Arnold, The Tennessee Plowboy & His Guitar \| Bouquet of Roses Steve Nelson, Bob Hilliard \| – \| \| 20. November 1948 – 3. Dezember 1948 2 Wochen (insgesamt 30) \| 30 \| Eddy Arnold, The Tennessee Plowboy & His Guitar \| Just a Little Lovin’ (Will Go a Long Way) Eddy Arnold, Zeke Clements \| - \| \| 4. Dezember 1948 – 7. Januar 1949 5 Wochen (insgesamt 23) \| 23 \| Jimmy Wakely with Cowboy Band \| One Has My Name (The Other Has My Heart) Deane - Blair - Deane \| Ein #10 Jukebox-Hit in den Pop-Charts. Die Hintergrundsängerin ist Mary Ford. \| |                                                          |                                                          | | |
| ← 1947 |                                                          |                                                          | | → 1949 → |
| Zeitraum | Wo. ges.                                                 | Interpret                                                | Titel Autor(en)                                                                                        | Zusätzliche Informationen |
| (Zeitraum, Wochen auf Platz eins, Interpret, Titel, Autor[en], zusätzliche Informationen) |                                                          |                                                          | | |
| 15. November 1947 – 2. April 1948 20 Wochen (insgesamt 41) | 41                                                       | Eddy Arnold and His Tennessee Plowboys                   | I’ll Hold You In My Heart (Till I Can Hold You In My Arms) Eddy Arnold, Hall Horton, Thomas C. Dilbeck | - |
| 3. April 1948 – 4. Juni 1948 9 Wochen (insgesamt 39) | 39                                                       | Eddy Arnold and His Tennessee Plowboys                   | Anytime Lawson                                                                                         | - |
| 5. Juni 1948 – 18. Juni 1948 2 Wochen (insgesamt 26) | 26                                                       | Eddy Arnold, The Tennessee Plowboy & His Guitar          | Texarkana Baby Cottonseed Clark, Fred Rose                                                             | - |
| 19. Juni 1948 – 2. Juli 1948 2 Wochen (insgesamt 48) | 48                                                       | Eddy Arnold, The Tennessee Plowboy & His Guitar          | Bouquet of Roses Steve Nelson, Bob Hilliard                                                            | B-Seite von Texarkana Baby. „Seine Interpretationv von Bouquet of Roses, einer der vielen Crooner Liebeslieder, die er sang, war ein früher Country-Pop-Crossover.“ |
| 3. Juli 1948 – 9. Juli 1948 1 Woche (insgesamt 26) | 26                                                       | Eddy Arnold, The Tennessee Plowboy & His Guitar          | Texarkana Baby Cottonseed Clark, Fred Rose                                                             | - |
| 10. Juli 1948 – 8. Oktober 1948 13 Wochen (insgesamt 48) | 48                                                       | Eddy Arnold, The Tennessee Plowboy & His Guitar          | Bouquet of Roses Steve Nelson, Bob Hilliard                                                            | – |
| 9. Oktober 1948 – 12. November 1948 5 Wochen (insgesamt 30) | 30                                                       | Eddy Arnold, The Tennessee Plowboy & His Guitar          | Just a Little Lovin’ (Will Go a Long Way) Eddy Arnold, Zeke Clements                                   | Der Song kam auch auf #30 der Billboard-Pop-Charts. |
| 13. November 1948 – 19. November 1948 1 Woche (insgesamt 48) | 48                                                       | Eddy Arnold, The Tennessee Plowboy & His Guitar          | Bouquet of Roses Steve Nelson, Bob Hilliard                                                            | – |
| 20. November 1948 – 3. Dezember 1948 2 Wochen (insgesamt 30) | 30                                                       | Eddy Arnold, The Tennessee Plowboy & His Guitar          | Just a Little Lovin’ (Will Go a Long Way) Eddy Arnold, Zeke Clements                                   | - |
| 4. Dezember 1948 – 7. Januar 1949 5 Wochen (insgesamt 23) | 23                                                       | Jimmy Wakely with Cowboy Band                            | One Has My Name (The Other Has My Heart) Deane - Blair - Deane                                         | Ein #10 Jukebox-Hit in den Pop-Charts. Die Hintergrundsängerin ist Mary Ford.                                                                                       |

### Best Selling Retail Folk Records
| ← 1947 ← | Liste der Nummer-eins-Hits in den Folk-Charts in den USA | Liste der Nummer-eins-Hits in den Folk-Charts in den USA | Liste der Nummer-eins-Hits in den Folk-Charts in den USA                              | 1949 →                                                                        |
| \| Zeitraum \| Wo. ges. \| Interpret \| Titel Autor(en) \| Zusätzliche Informationen \| \| (Zeitraum, Wochen auf Platz eins, Interpret, Titel, Autor[en], zusätzliche Informationen) \| \| \| \| \| \| ----------------------------------------------------------------------------------------- \| -------- \| ----------------------------------------------- \| ------------------------------------------------------------------------------------- \| ----------------------------------------------------------------------------- \| \| 15. Mai 1948 – 4. Juni 1948 3 Wochen (insgesamt 22) \| 22 \| Eddy Arnold and His Tennessee Plowboys \| Anytime Lawson \| - \| \| 5. Juni 1948 – 18. Juni 1948 2 Wochen (insgesamt 54) \| 54 \| Eddy Arnold, The Tennessee Plowboy & His Guitar \| Bouquet of Roses Cottonseed Clark, Fred Rose \| - \| \| 19. Juni 1947 – 25. Juni 1947 1 Woche (insgesamt 26) \| 26 \| Eddy Arnold, The Tennessee Plowboy & His Guitar \| Texarkana Baby Steve Nelson, Bob Hilliard \| – \| \| 26. Juni 1948 – 17. September 1948 12 Wochen (insgesamt 54) \| 54 \| Eddy Arnold, The Tennessee Plowboy & His Guitar \| Bouquet of Roses Cottonseed Clark, Fred Rose \| - \| \| 18. September 1948 – 24. September 1948 1 Woche (insgesamt 29) \| 29 \| Eddy Arnold, The Tennessee Plowboy & His Guitar \| Just a Little Lovin’ (Will Go a Long Way) Eddy Arnold, Zeke Clements \| - \| \| 25. September 1948 – 8. Oktober 1948 2 Wochen (insgesamt 54) \| 54 \| Eddy Arnold, The Tennessee Plowboy & His Guitar \| Bouquet of Roses Cottonseed Clark, Fred Rose \| - \| \| 9. Oktober 1948 – 29. Oktober 1948 3 Wochen (insgesamt 29) \| 29 \| Eddy Arnold, The Tennessee Plowboy & His Guitar \| Just a Little Lovin’ (Will Go a Long Way) Eddy Arnold, Zeke Clements \| - \| \| 30. Oktober 1948 – 4. November 1948 1 Woche (insgesamt 54) \| 54 \| Eddy Arnold, The Tennessee Plowboy & His Guitar \| Bouquet of Roses Cottonseed Clark, Fred Rose \| - \| \| 5. November 1948 – 12. November 1948 1 Woche (insgesamt 29) \| 29 \| Eddy Arnold, The Tennessee Plowboy & His Guitar \| Just a Little Lovin’ (Will Go a Long Way) Eddy Arnold, Zeke Clements \| - \| \| 13. November 1948 – 24. Dezember 1948 6 Wochen (insgesamt 31) \| 31 \| Jimmy Wakely with Cowboy Band \| One Has My Name (The Other Has My Heart) Deane - Blair - Deane \| Ein #10 Jukebox-Hit in den Pop-Charts. Die Hintergrundsängerin ist Mary Ford. \| \| 25. Dezember 1948 – 1. Januar 1949 1 Woche (insgesamt 19) \| 19 \| Eddy Arnold, The Tennessee Plowboy & His Guitar \| A Heart Full of Love (For a Handful of Kisses) Eddy Arnold, Ray Soehnel, Steve Nelson \| - \| |                                                          |                                                          |                                                                                       |                                                                               |
| ← 1947 |                                                          |                                                          |                                                                                       | → 1949 →                                                                      |
| Zeitraum | Wo. ges.                                                 | Interpret                                                | Titel Autor(en)                                                                       | Zusätzliche Informationen                                                     |
| (Zeitraum, Wochen auf Platz eins, Interpret, Titel, Autor[en], zusätzliche Informationen) |                                                          |                                                          |                                                                                       |                                                                               |
| 15. Mai 1948 – 4. Juni 1948 3 Wochen (insgesamt 22) | 22                                                       | Eddy Arnold and His Tennessee Plowboys                   | Anytime Lawson                                                                        | -                                                                             |
| 5. Juni 1948 – 18. Juni 1948 2 Wochen (insgesamt 54) | 54                                                       | Eddy Arnold, The Tennessee Plowboy & His Guitar          | Bouquet of Roses Cottonseed Clark, Fred Rose                                          | -                                                                             |
| 19. Juni 1947 – 25. Juni 1947 1 Woche (insgesamt 26) | 26                                                       | Eddy Arnold, The Tennessee Plowboy & His Guitar          | Texarkana Baby Steve Nelson, Bob Hilliard                                             | –                                                                             |
| 26. Juni 1948 – 17. September 1948 12 Wochen (insgesamt 54) | 54                                                       | Eddy Arnold, The Tennessee Plowboy & His Guitar          | Bouquet of Roses Cottonseed Clark, Fred Rose                                          | -                                                                             |
| 18. September 1948 – 24. September 1948 1 Woche (insgesamt 29) | 29                                                       | Eddy Arnold, The Tennessee Plowboy & His Guitar          | Just a Little Lovin’ (Will Go a Long Way) Eddy Arnold, Zeke Clements                  | -                                                                             |
| 25. September 1948 – 8. Oktober 1948 2 Wochen (insgesamt 54) | 54                                                       | Eddy Arnold, The Tennessee Plowboy & His Guitar          | Bouquet of Roses Cottonseed Clark, Fred Rose                                          | -                                                                             |
| 9. Oktober 1948 – 29. Oktober 1948 3 Wochen (insgesamt 29) | 29                                                       | Eddy Arnold, The Tennessee Plowboy & His Guitar          | Just a Little Lovin’ (Will Go a Long Way) Eddy Arnold, Zeke Clements                  | -                                                                             |
| 30. Oktober 1948 – 4. November 1948 1 Woche (insgesamt 54) | 54                                                       | Eddy Arnold, The Tennessee Plowboy & His Guitar          | Bouquet of Roses Cottonseed Clark, Fred Rose                                          | -                                                                             |
| 5. November 1948 – 12. November 1948 1 Woche (insgesamt 29) | 29                                                       | Eddy Arnold, The Tennessee Plowboy & His Guitar          | Just a Little Lovin’ (Will Go a Long Way) Eddy Arnold, Zeke Clements                  | -                                                                             |
| 13. November 1948 – 24. Dezember 1948 6 Wochen (insgesamt 31) | 31                                                       | Jimmy Wakely with Cowboy Band                            | One Has My Name (The Other Has My Heart) Deane - Blair - Deane                        | Ein #10 Jukebox-Hit in den Pop-Charts. Die Hintergrundsängerin ist Mary Ford. |
| 25. Dezember 1948 – 1. Januar 1949 1 Woche (insgesamt 19) | 19                                                       | Eddy Arnold, The Tennessee Plowboy & His Guitar          | A Heart Full of Love (For a Handful of Kisses) Eddy Arnold, Ray Soehnel, Steve Nelson | -                                                                             |